# Cotinusa rosascostai
Cotinusa rosascostai là một loài nhện trong họ Salticidae.
Loài này thuộc chi Cotinusa. Cotinusa rosascostai được Cândido Firmino de Mello-Leitão miêu tả năm 1944.